# Evangelische Kirche (Wächtersbach)

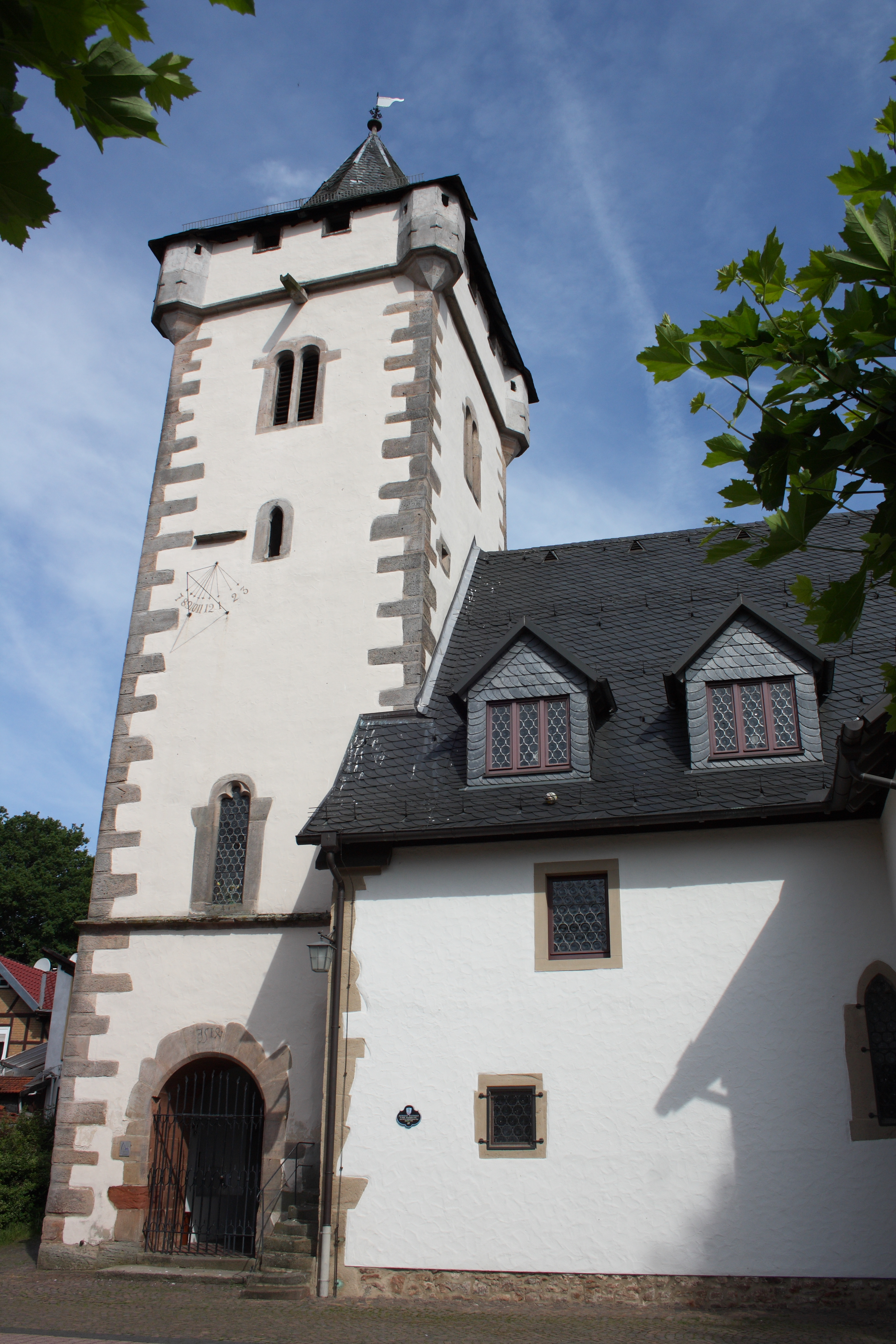
Evangelische Kirche (Wächtersbach)

Die evangelische Kirche Wächtersbach ist ein denkmalgeschütztes Kirchengebäude, das in der Kleinstadt Wächtersbach im Main-Kinzig-Kreis in Hessen steht. Die Kirchengemeinde gehört heute zum Kirchenkreis Kinzigtal im Sprengel Hanau-Hersfeld der Evangelischen Kirche von Kurhessen-Waldeck.

## Von den Anfängen bis zur Reformation
Die erste in Wächtersbach genannte Kirche war eine als Holzbau errichtete Marienkapelle. Gestiftet hatte sie Konrad V. von Trimberg, gemeinsam mit seiner Frau Elisabeth und ihrem Sohn Konrad VI. In einer Urkunde vom 13. Juli 1354 stattete er sie „mit Besitz und Einkünften reich aus …“, z. B. mit dem Zehnten aus dem Dorf Weilers.
Bereits um 1526 hat sich der Regent des Ysenburger Landes, Graf Anton von Isenburg-Büdingen zu Ronneburg, persönlich der Reformation angeschlossen. 1541 erhielt die Kirche in Wächtersbach „mit Philipp Wahne den ersten evangelischen Pfarrer“.

## Bauwerk und Ausstattung
Viele Umbauten veränderten das Äußere der ehemaligen Marienkapelle im Verlaufe der Jahrhunderte. Von der gotischen Saalkirche aus dem 14. Jahrhundert sind der westliche Teil des Kirchenschiffs und die Wände des dreiseitig abgeschlossenen Chors erhalten. Der mit Zinnen und vier polygonalen Erkern bekrönte Kirchturm im Westen, vermutlich ein ehemaliger Wehrturm, wurde 1514 an die Kirche angebaut. Seinen spitzen Helm erhielt er erst 1546. Zur Gewinnung von Raum für die Patronatslogen und die Lateinschule ließ Albertina Maria, geb. zu Sayn-Wittgenstein-Berleburg, die Ehefrau von Graf Ferdinand Maximilian I. von Ysenburg-Wächtersbach 1702 ein Querschiff, mit östlich vorgelagerten Treppentürmen anbauen. An das Satteldach des Querschiffs wurde dem Chor ein Zwerchhaus aufgesetzt.
Das offene Erdgeschoss des Turms ist mit einem Kreuzrippengewölbe überspannt, das Kirchenschiff mit einem Tonnengewölbe. Das Kirchenschiff hat zweigeschossige Emporen an drei Seiten, die 1664 und 1702 eingebaut wurden.

### Orgel

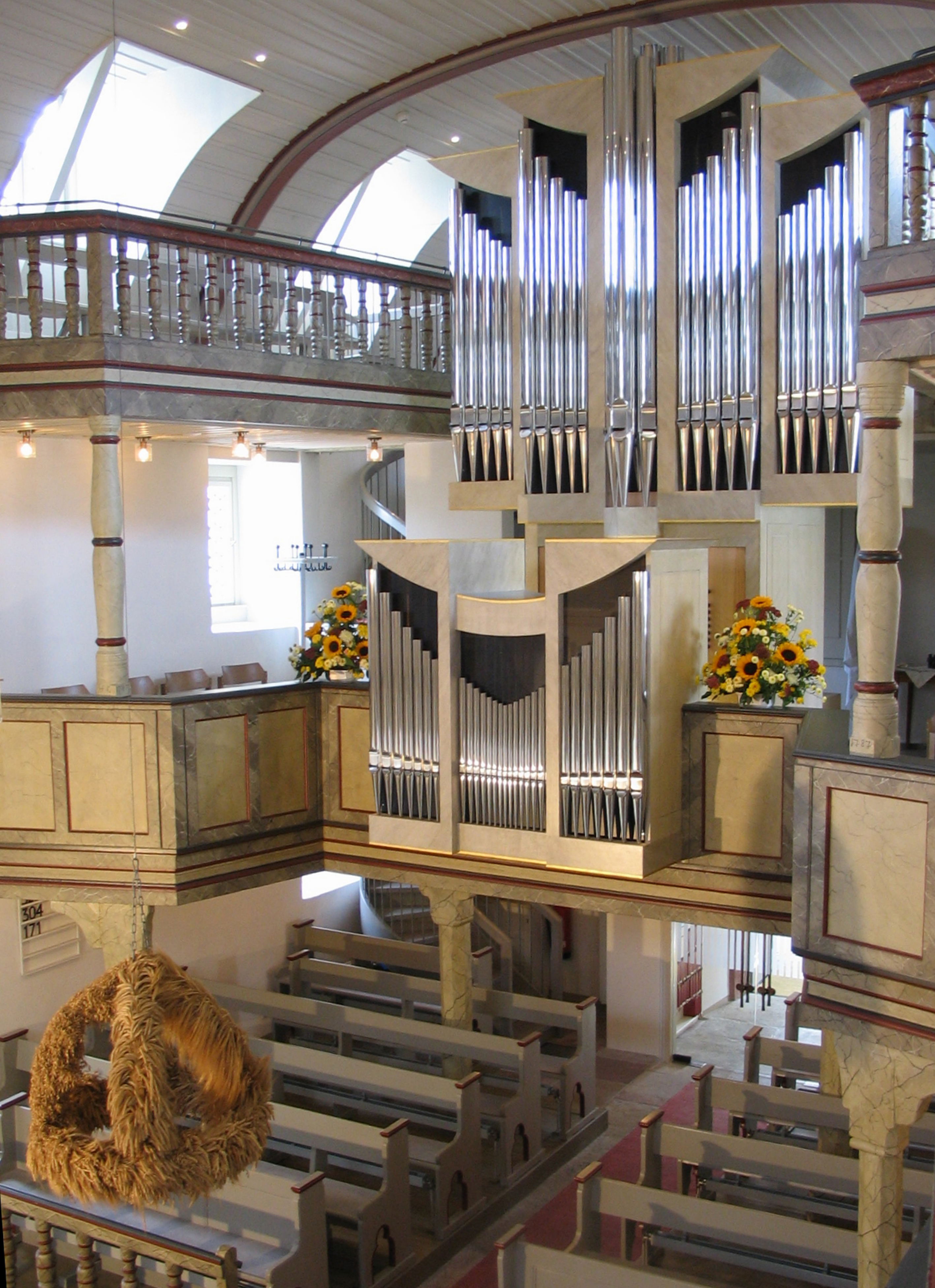
Orgel der Evangelischen Kirche in Wächtersbach

Die Orgel mit 24 Registern, zwei Manualen und einem Pedal wurde 2005 von der Waldkircher Orgelbau Jäger & Brommer errichtet.